# سمی پرماننت
سمی پرماننت یک شرکت کارآزمای سازنده است که اغلب به علت میزبانی در جشنواره های طراحی سالیانه مشهور گردیده است.  سمی پرماننت ،  خدمات مبتکرانه و تولیدی را از طریق اس پی استودیو،  اس پی پرودوکتیونس عرضه می کند. بعد از آن شرکت سمی پرماننت تجربیات مبتکرانه و نوآورانه ای را برای مشتریانی همچون گوگل، دراپ باکس و نشنال جئوگرافی تشکیل می دهد. 

## زمینه
شرکت سمی پرماننت در سال ۲۰۰۲ و از طرف موری بل و اندرو جانستون پایه گذاری شد، بعد از آن سه رکن راهبردی کسب و کار همچون سمی پرماننت ، اس پی پرودوکتیونس و اس پی استودیو را در بر می گیرد.